# Bozh
Bož (arcaico: Божь, Бож tr. Bozh, derivado del eslavo Bog - Bueno) (? – 376) fue un jefe eslavo (Antes) del siglo IV.
El historiador bizantino Jornandes escribió acerca de Bož en De origine actibusque Getarum.
Fue jefe de los Antes cuando éstos habitaban los territorios entre el río Dniester y el río Dniéper medio, cerca de la actual ciudad de Kiev. Dirigió a los Antes contra los Ostrogodos y fue capturado y crucificado bajo órdenes de Winithar (Viniþa-harjis, "mata-vénetos"), príncipe de los ostrogodos, junto a sus hijos y 70 de sus más cercanos nobles, poco antes de la invasión huna cerca de 376.